# Péter András Gimnázium
A Péter András Gimnázium Békés vármegyében, Szeghalmon működő gimnázium.

## Az iskola névadója

### Péter András
Péter András, földbirtokos volt. Mivel gyermeke nem született, így végakarata szerint 1907-ben vagyonát Szeghalomra hagyta azzal a kikötéssel, hogy ott gimnáziumot kell létrehozni. A végrendelkezés után még kilenc évet élt, 1916. július 3-án hunyt el. A végakarat 1926 szeptemberében valósult meg, ekkor nyitotta meg kapuit a Református Péter András Gimnázium. A gimnázium tanári szobájában található Boross Géza életnagyságú festménye Péter Andrásról. Minden évben az András nap környékén vidám diáknappal emlékeznek a tanulók a névadóra. Az új elsősöket szeptember végén Péter András síremléke előtt az igazgató ünnepélyes keretek között fogadja diákká.

## A gimnázium története
Péter András végrendelete 1926-ban valósult meg. Az Egyetemes Református Konvent engedélyezte a reálgimnázium első osztályának megnyitását. Az első igazgató, Nagy Miklós irányításával Pásztor József tanár és négy óraadó kezdte meg a tanítást.
1934-ben érettségizett az első osztály, ekkor a gimnáziumnak 356 tanulója volt.
A gimnázium épülete 1928-ban, a tornaterem 1935-ben, az internátus - a mai kollégium - 1940-ben készült el. A háború előtti években kiváló tantestület dolgozott a gimnáziumban. A környék kulturális életét irányították, könyveket adtak ki, szerkesztették a helyi hírlapot, tehetséggondozást végeztek.
1942-ben Szigeti István birtokadományából mezőgazdasági középiskola létesült a gimnázium keretei között. A később önállósult iskolát az adományozó korán elhunyt gyermekéről, Szigeti Endréről nevezték el. 1945-ig 889 tanulót oktatott és nevelt a Péter András Gimnázium. Ebben az évben Péter András birtokát államosították, de még 3 évig egyházi gimnázium maradt.
Mivel Nagy Miklóst 1946-ban kultuszminiszteri államtitkárrá nevezték ki, így az igazgató dr. Pásztor József, majd Boör Ferenc lett. 1948 nyarán államosították a középiskolát. 1950-ben a politikai hatalom "elvette" a Péter András nevet és Bolyai Farkas nevet "adományozta" a gimnáziumnak.
1951-től 1975-ig Sándor Jenő vezetésével végezte eredményes munkáját a gimnázium tantestülete. 1954-ben leánykollégium létesült a Kárász kastélyban. A forradalom hatására 1956 októberében a tantestület úgy döntött, hogy a gimnázium kapja vissza a régi nevét. A tantestület akarata csak 1957 novemberében valósult meg.
1975-től 2007-ig Vaszkó Tamás volt a gimnázium igazgatója.
A gimnázium alapításának 50. évfordulóján 1976-ban országos ünnepséget rendeztek.
Emlékkönyvben dolgozták fel az elmúlt öt évtized sikereit, küzdelmeit. (Péter András Emlékkönyv).
Az iskola életében fontos szerepe van a hagyományápolásnak. 1984-ben az öregdiákok Nagy Miklósnak, 1986-ban Péter Andrásnak emeltek szobrot az iskola parkjában. 1990-ben Péter András születésének 150. évfordulóján iskolazászlót avattak, a szaktantermeket kiváló tanáregyéniségekről nevezték el: Fülöp Károly, Jermendy László, dr. Pásztor József, dr. Fényes Imre.
A diákság 20 év óta minden november végén diáknapokkal emlékezik a névadóra. A tantestület gondozza Sinka István költő irodalmi hagyatékát. Emellett az utolsó két évtizedben hat alapítványt jegyeztek be a diákok támogatására.

## Jelenleg
Az iskola jelenlegi szerkezete több átszervezés után alakult ki. 1996-ban kezdődött el a hat évfolyamos gimnáziumi képzés. 2002-ben érettségizett ez a nemzedék. 2015-ben a két intézmény ismét különvált, tovább működnek Péter András Gimnázium és Kollégiumként, valamint a Gyulai Szakképzési Centrum (SZC) Szigeti Endre Szakképző Iskolájaként. 

## Külső hivatkozások
- A Péter András Gimnázium és Szigeti Endre Szakképző Iskola honlapja (régi)
- A Péter András Gimnázium és Kollégium honlapja
- A Péter András Gimnázium és Kollégium Facebook oldala
- A Gyulai SZC Szigeti Endre Szakgimnáziuma és Szakközépiskolája honlapja
- A Gyulai SZC Szigeti Endre Szakgimnáziuma és Szakközépiskolája Facebook oldala